# Gladiator
Gladiator és una pel·lícula èpica del 2000 dirigida per Ridley Scott i protagonitzada per Russell Crowe i Joaquin Phoenix. La història narra la recerca de justícia del General Màxim Decimus Meridius, soldat preferit de l'emperador Marc Aureli. Capturat i fet esclau al nord d'Àfrica, resorgirà com a gladiador amb l'objectiu de tornar a Roma i venjar l'assassinat de la seva família i l'Emperador romà. S'ha subtitulat al català.
Estrenada als Estats Units el 5 de maig del 2000, la cinta es va convertir en tot un èxit de taquilla, va rebre bones crítiques i va fer reviure el llargament oblidat gènere èpic. A més, la pel·lícula va obtenir cinc Premis Oscar entre els quals cal destacar l'Oscar a la millor pel·lícula i l'Oscar al millor actor.

## Argument
Any 180 dC: Màxim Decimus Meridius és un gran general hispà que ha conduït els exèrcits de l'emperador Marc Aureli a nombroses victòries. Aquest, des d'un pujol proper, assisteix al geni militar prodigat pel seu protegit, acompanyat dels Senadors Gai i Falco. Marc Aureli, després d'aquesta batalla a la Germània, sentint la seva fi pròxima, comunica en privat a Màxim que desitja deixar-li el poder a la seva mort, perquè ho transmeti al Senat i que Roma sigui de nou una República.
Prefereix això que no que el seu fill Còmmode el succeeixi, ja que Marc Aureli sap perfectament que aquest últim no té set més que del títol d'emperador i no està de cap manera animat de cap ideal noble, ni de moral. Quan Còmmode ho sap, de la boca del seu pare, i abans de l'anunci oficial, pres d'una bogeria colèrica i desesperat, l'ofega contra el seu pit en el moment d'una última abraçada, esdevenint així el nou Emperador. Encara que la causa oficial de la defunció de Marc Aureli sigui la vellesa, Màxim comprèn intuïtivament que ha estat assassinat pel seu fill.
I així, quan Còmode, li ofereix a besar la seva mà, i amb aquest gest el símbol de servir-lo fidelment com al seu pare, Màxim el rebutja girant els talons per tornar-se'n als seus quarters. L'emperador, furiós d'aquesta afronta sense precedent, i profundament ferit en el seu orgull, i gelós de manera malaltissa de l'estima que Marc Aureli tenia a Màxim, ordena llavors l'execució de Màxim, poc abans de l'alba, així com la de la seva família, que resideix llavors a Hispania.
Màxim aconsegueix escapar, i ferit arriba a les seves terres, al final d'un periple des de Germània extremadament debilitat per una important pèrdua de sang, veu els cossos de la seva dona i del seu fill de vuit anys calcinats i crucificats davant la casa familiar.
Trobat per venedors d'esclaus, és venut a un ric propietari i negociant del nord d'Àfrica: Pròxim, que dirigeix una escola de gladiadors. Com a militar romà té un entrenament de combat formidable, destacant entre els altres esclaus, i acaba convertint-se en un gladiador popular.

## Repartiment

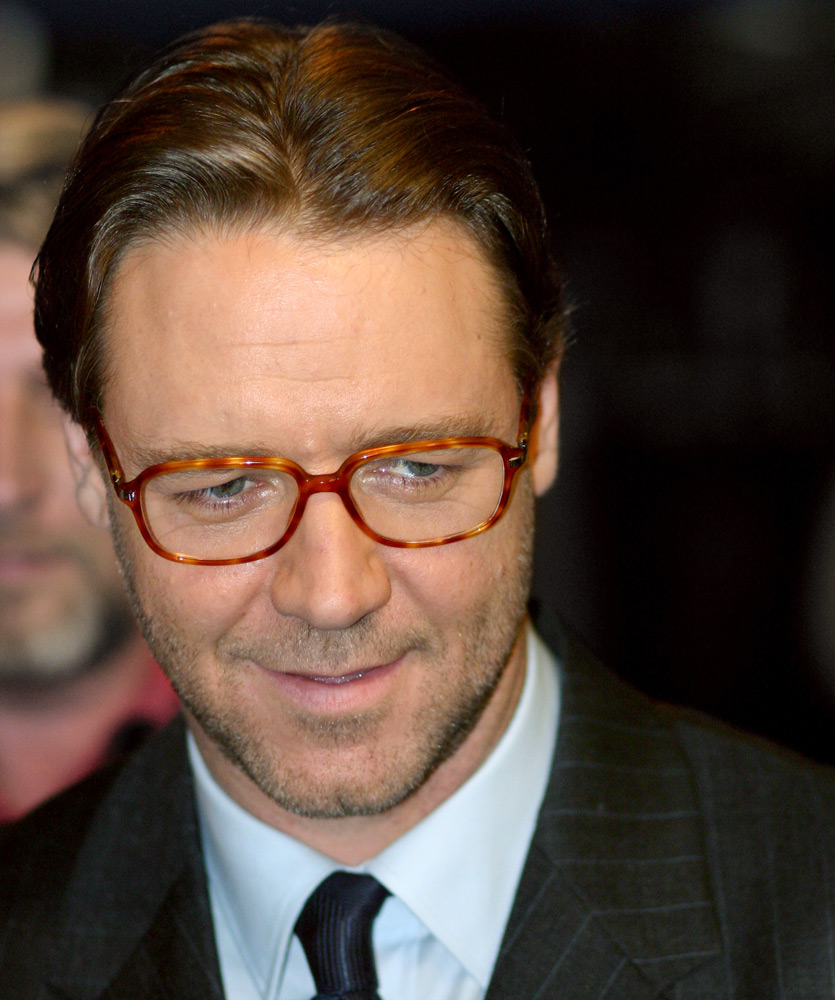
Rusell Crowe, que interpreta el paper de Màxim

- Russell Crowe: El general Màxim Décimus Méridius
- Joaquin Phoenix: Còmmode
- Connie Nielsen: Ànnia Lucil·la
- Oliver Reed: Antonius Proxim
- Derek Jacobi: El senador Gai Semproni Grac
- Djimon Hounsou: Juba
- Richard Harris: L'emperador Marc Aureli
- David Schofield: El senador Falco
- John Shrapnel: El senador Gaïus
- Tomas Arana: Quintus
- Ralf Moeller: Hagen
- Spencer Treat Clark: Lucius
- David Hemmings: Cassius
- Tommy Flanagan: Ciceró
- Sven-Ole Thorsen: Tigris

## Al voltant de la pel·lícula
Oliver Reed interpretant el paper de Pròxim (el patró dels gladiadors) va morir víctima d'una crisi cardíaca en el rodatge, abans d'acabar de rodar totes les escenes. Per respecte a l'actor, els productors decideixen guardar les escenes i modificar el guió en conseqüència.
- Estava prevista que Pròxim enterrés la seva espasa de fusta al Coliseu en senyal d'alliberament simbòlic de Màxim de la seva condició de gladiador al final de la pel·lícula.
- Juba, interpretat per Djimon Hounsou inicialment moria en un combat contra un rinoceront.

La pel·lícula es basa en la mateixa trama que La caiguda de l'Imperi Romà d'Anthony Mann (1964). Però la pel·lícula d'Anthony Mann tenia un costat didàctic que no té la de Ridley Scott, pel qual tota reflexió històrica és exclosa en benefici d'un drama psicològic barrejat amb combats èpics.
Exactitud històrica:
- els personatges de Marc Aureli, Còmmode i la seva germana han existit realment. Per la seva banda, Màxim és un personatge fictici, però del tot versemblant.
- Còmmode es delia per les carreres a l'arena del circ, així com pels combats d'animals. L'historiador Herodià i l'autor de la Història Augusta, que li són tanmateix hostils, reconeixen els seus coneixements en la matèria.
- Còmmode no s'entenia en absolut amb el Senat. Aquest últim, davant la seva mort anunciada, pronuncia la seva damnatio memoriae i construeix l'execrable reputació pòstuma de l'emperador a través d'historiadors com Dion Cassius o Herodià;
- els decorats, els armaments i els ambients, molt polits, apareixen com perfectament documentats.

Les inexactituds històriques són per contra nombroses:
- Les circumstàncies de la mort de Marc Aureli i la de Còmmode són imaginades per a la pel·lícula.
  - Marc Aureli mor en realitat de la pesta a Vindobona (Viena, Àustria). D'altra banda és Marc Aureli qui, contràriament a l'ús, ha fet de manera que el seu fill el succeeixi.
  - Còmmode és assassinat el 192 per l'esclau Narcís que el va escanyar en el seu bany (en prenia 5 al dia).
- Cal remarcar que la durada del regnat de Còmmode va ser de 12 anys. La pel·lícula dona la impressió d'un període molt més curt.
  - a Gladiator, l'emperador interpretat per Joaquin Phoenix, s'acosta més a un Calígula per la seva megalomania i les seves pulsions incestuoses envers la seva germana, i a un Neró pel seu refinament i la seva ambició desmesurada.
  - El veritable Còmmode no tenia cap interès pels estudis ni per la política: no és emperador més que perquè és l'únic fill supervivent dels 13 fills de Marc Aureli. No s'interessava més que pel circ, i deixava l'exercici del poder als seus favorits més que al Senat. La seva gegantina amplària d'esquena i el seu caràcter mandrós i violent fonamentalment oposats al seu pare, cèlebre filòsof estoic, no van fer més que acreditar la tesi de què Còmmode era fruit dels amors adulterins de l'emperadriu Faustine i d'un gladiador.
- Ànnia Lucil·la, la germana de Còmmode, va morir abans del seu germà, que la va fer desterrar per la seva participació en un complot contra ell.

Gladiator fou nominat 36 vegades en diferents certàmens, incloent-hi la 73 edició dels Oscar, els premis BAFTA i els Globus d'Or. De 119 nominacions, la pel·lícula va guanyar 48 premis.

## Premis i nominacions

### Premis
- 2001: Oscar a la millor pel·lícula
- 2001: Oscar al millor actor per Russell Crowe
- 2001: Oscar al millor vestuari per Janty Yates
- 2001: Oscar als millors efectes visuals per John Nelson, Neil Corbould, Tim Burke i Rob Harvey
- 2001: Oscar al millor so per Scott Millan, Bob Beemer i Ken Weston
- 2001: Globus d'Or a la millor pel·lícula dramàtica
- 2001: Globus d'Or a la millor banda sonora original per Hans Zimmer i Lisa Gerrard
- 2001: BAFTA a la millor pel·lícula
- 2001: BAFTA a la millor fotografia per John Mathieson
- 2001: BAFTA al millor disseny de producció per Arthur Max
- 2001: BAFTA al millor muntatge per Pietro Scalia

### Nominacions
- 2001: Oscar al millor director per Ridley Scott
- 2001: Oscar al millor actor secundari per Joaquin Phoenix
- 2001: Oscar al millor guió original per David Franzoni, John Logan i William Nicholson
- 2001: Oscar a la millor fotografia per John Mathieson
- 2001: Oscar a la millor banda sonora per Hans Zimmer
- 2001: Oscar al millor muntatge per Pietro Scalia
- 2001: Oscar a la millor direcció artística per Arthur Max i Crispian Sallis
- 2001: Globus d'Or al millor director per Ridley Scott
- 2001: Globus d'Or al millor actor dramàtic per Russell Crowe
- 2001: Globus d'Or al millor actor secundari per Joaquin Phoenix
- 2001: BAFTA al millor director per Ridley Scott
- 2001: BAFTA al millor actor per Russell Crowe
- 2001: BAFTA al millor actor secundari per Joaquin Phoenix
- 2001: BAFTA al millor actor secundari per Oliver Reed
- 2001: BAFTA al millor guió original per David Franzoni, John Logan i William Nicholson
- 2001: BAFTA a la millor música per Hans Zimmer i Lisa Gerrard
- 2001: BAFTA al millor vestuari per Janty Yates
- 2001: BAFTA al millor so per Scott Millan, Bob Beemer, Ken Weston i Per Hallberg
- 2001: BAFTA als millors efectes visuals per John Nelson, Neil Corbould, Tim Burke i Rob Harvey
- 2001: BAFTA al millor maquillatge per Paul Engelen i Graham Johnston
- 2001: Grammy al millor àlbum de banda sonora per pel·lícula, televisió o altre mitjà visual per Lisa Gerrard i Hans Zimmer